# Armorial Bellenville
L'armorial Bellenville ou armorial Beaulaincourt, est un recueil d'armoiries médiévales compilé vers la fin du XIVe siècle.

## Historique
Cet armorial compilé vers 1364-1386 est vraisemblablement d'origine flamande et d'aucuns doutent que l'auteur soit Claes Heinen, auteur du célèbre armorial dit de Gelre qui aurait paru après l'armorial dit Bellenville.
Cet armorial appartenait au XVIe siècle à Antoine de Beaulaincourt, seigneur de Bellenville, roi d'armes de la Toison d'or. Il passa ensuite dans les mains d'Alexandre Pétaud en 1650.
L'armorial est actuellement conservé à la bibliothèque nationale de France, département des manuscrits sous la cote Français 5230.

## Contenu
L'armorial contient :
- les armes de princes et seigneurs de 44 marches d'armes[4] issus de Berghe, Brabant, Bretagne, Chypres, Clèves, Danemark, Flandres, Geldre, Hainaut, Hesse, Juliers, Lorraine, Suède, Vérone[5], etc. ;
- 75 feuillets ;
- 1738 représentations d'écus.

## Divers
La couverture du livre de Michel Pastoureau: Traité d'héraldique, 3e édition, 1997, référence francophone en la matière, affiche le feuillet no 42 de l'armorial Bellenville.

Diverses figures (no 114-122, 151-159, 241, 243, 315, 317, 319, 325 et 330) issues de l'armorial ainsi que des mentions (pp. 189-191, 209, 225 et 253) de celui-ci sont repris dans son ouvrage.

## Galerie de feuillets

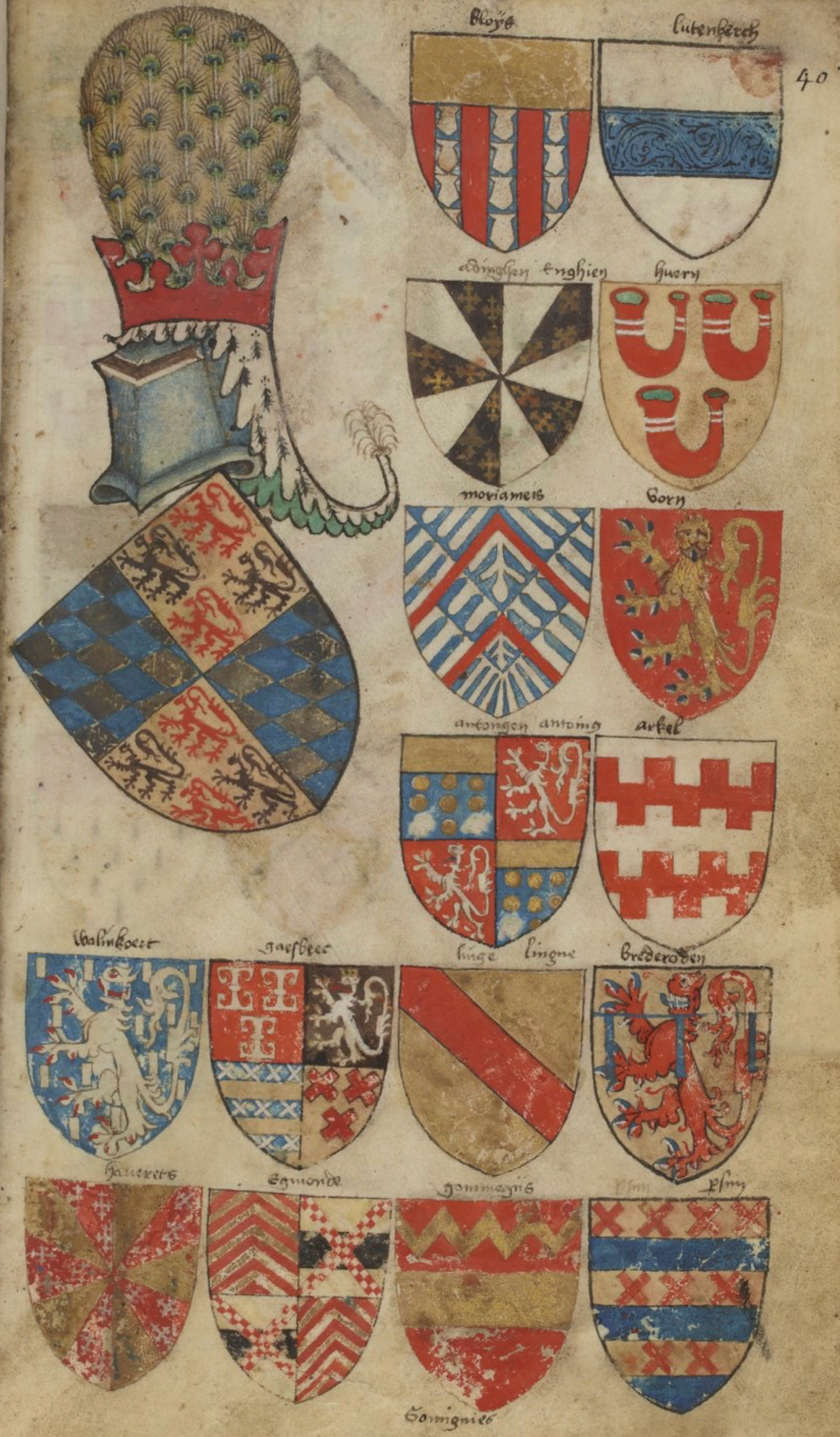
Folio 49
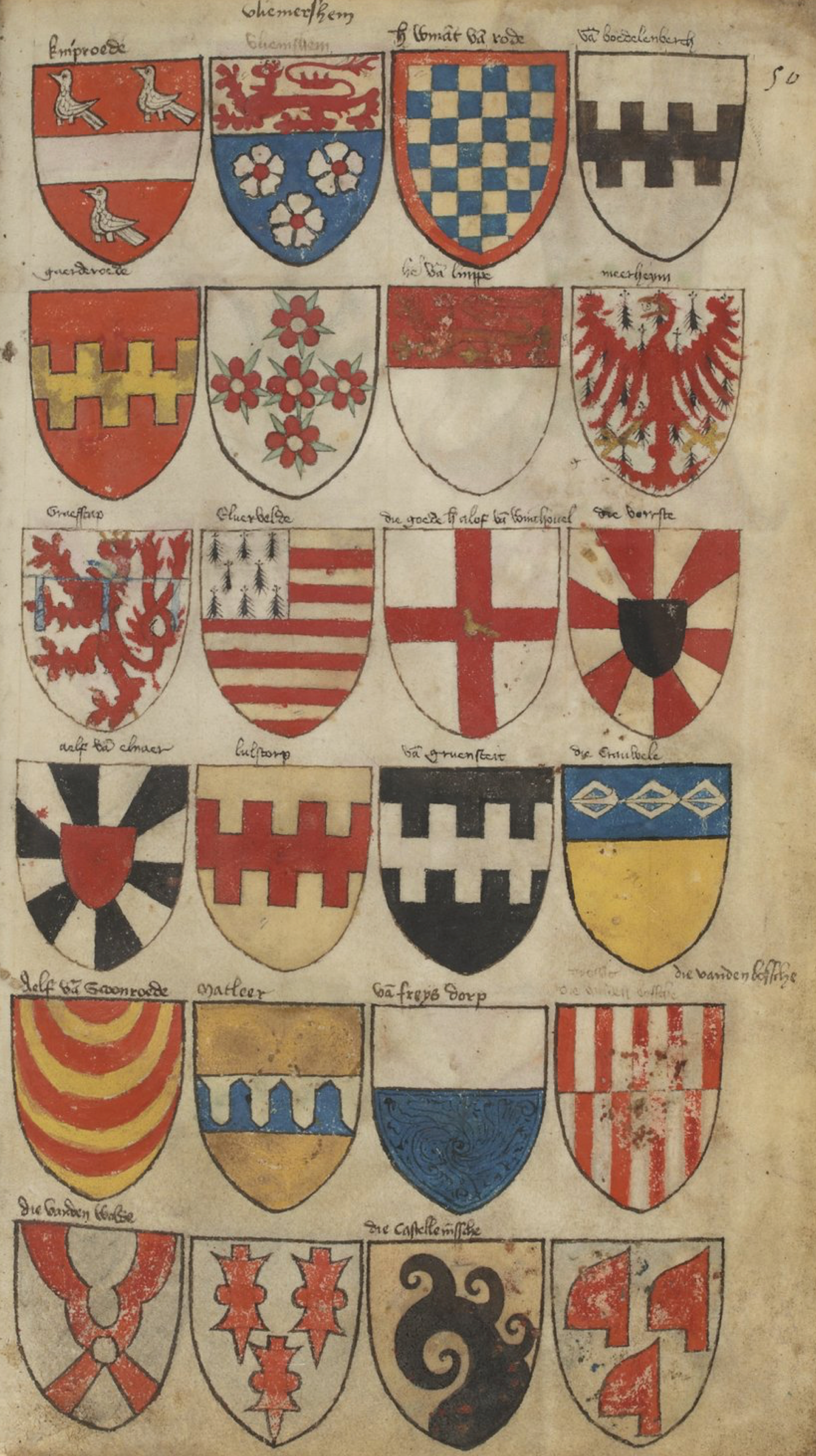
Folio 50
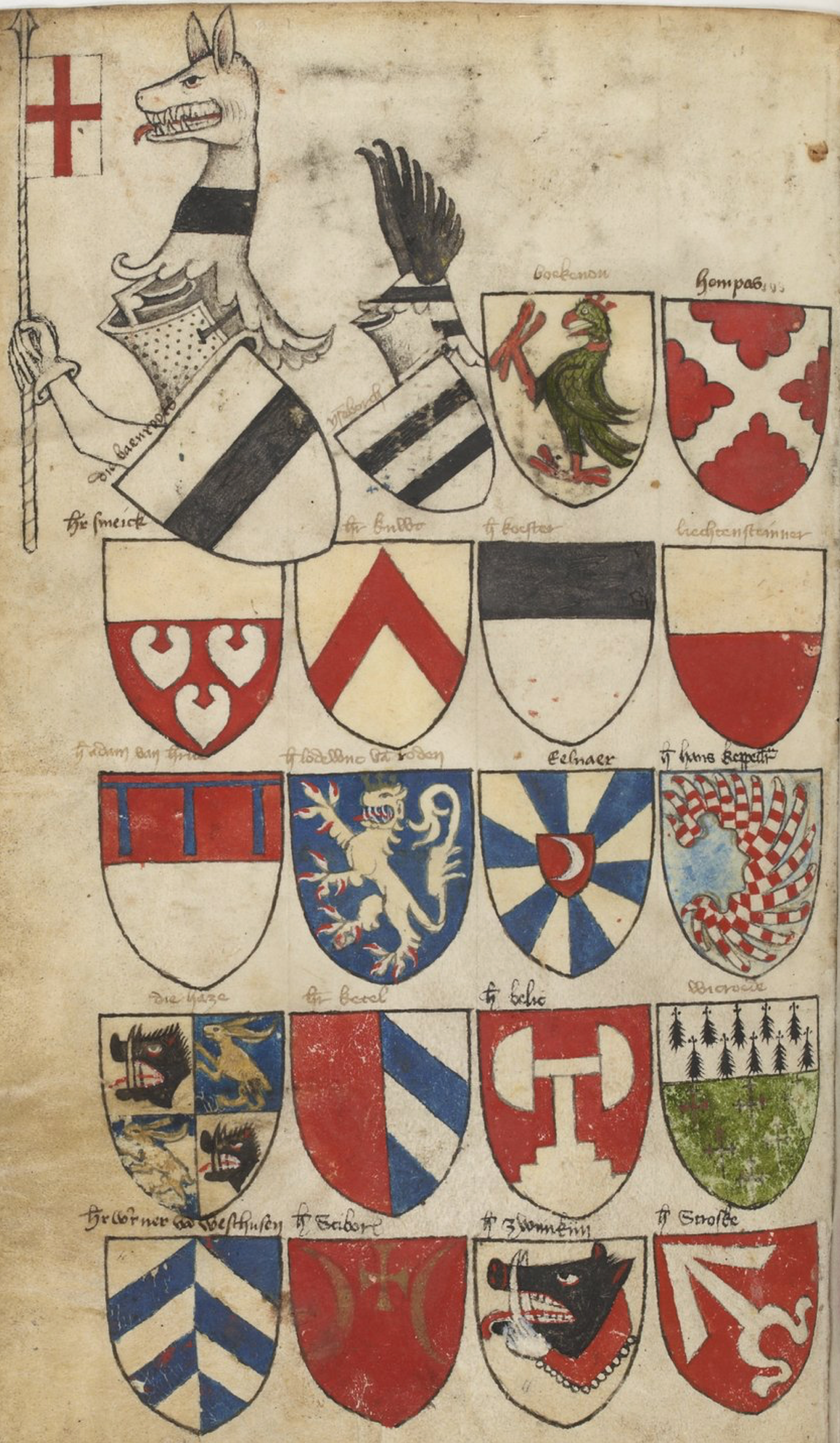
Folio 60 verso
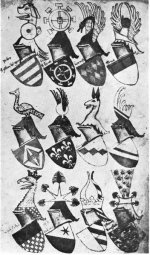
Folio 67
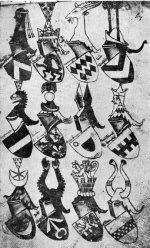
Folio 67 verso
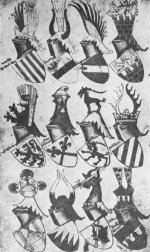
Folio 68 verso
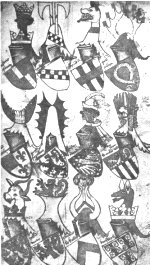
Folio 72